# Kvadrillió
A kvadrillió a trillió milliószorosát jelenti: 1024. Kiírva:1 000 000 000 000 000 000 000 000
Egyes nyelvterületeken (ahol az ún. rövid skálát használják, pl. angolszász országok, vagy Brazília) a kvadrillió (quadrillion) alatt milliószor milliárdot, azaz 1015-t értenek (ami a magyar billiárdnak felel meg).

## A kvadrillió a történelemben
A második világháború utáni monetáris összeomláskor a magyar forintot új pénznemként vezették be 1946. augusztus 1-jén. Az új pénz bevezetésekor 1 forint 400 000 kvadrillió pengőt, vagy 200 000 000 (kétszázmillió) adópengőt ért.